# Стрыгин, Василий Тихонович
Василий Тихонович Стрыгин (23 декабря 1913 года, село Юдино, Воронежская губерния, Российская империя — 13 февраля 1973 года, село Юдино, Воронежская область, СССР) — советский военнослужащий, участник Великой Отечественной войны, полный кавалер ордена Славы, помощник командира взвода 7-го отдельного гвардейского мотоциклетного ордена Красной Звезды батальона (10-й гвардейский танковый Уральский добровольческий корпус, 4-я танковая армия, 1-й Украинский фронт), гвардии старший сержант.

## Биография
Василий Тихонович родился 23 декабря 1913 года в селе Юдино Воронежской губернии в крестьянской семье. Закончил 4 класса. Переехав в Свердловск, работал слесарем-монтажником на заводе стальных конструкций. В 1934—1937 годах проходил срочную службу в Красной Армии.

## Подвиги
Был призван Ленинским РВК города Свердловска в марте 1943 года, на фронте с июля 1943 года. Участвовал в боях на Брянском и 1-м Украинском фронтах.
27 марта 1944 года в 15 километрах к северу города Чертков (ныне Чортков Тернопыльской области, Украина) отделение гвардии сержанта Стрыгина, форсировав болото, уничтожило дзот и более суток удерживало плацдарм. Был ранен, но остался в строю. За этот подвиг приказом по 10-му гвардейскому танковому корпусу от 29 марта 1944 года был награждён орденом Славы III степени.
28 июля 1944 года гвардии сержант Стрыгин с разведгруппой к западу города Самбор (ныне Львовская область, Украина) форсировал реку Днестр, уничтожил 4 солдат. 3 августа 1944 года разведгруппа Стрыгина уничтожил нескольких солдат противника, доставив ценные сведения в штаб. За этот подвиг приказом 4-й танковой армии от 23 сентября 1944 года был награждён орденом Славы II степени.
15 января 1945 года, находясь в дозоре, вступил в бой в районе городов Кельце и Пшедбуж (Польша) и уничтожил 7 солдат противника. 18 января в составе танкового десанта лично уничтожил свыше 10 солдат противника, захватив штабную машину с ценными сведениями. За этот подвиг Указаом Президиума Верховного Совета СССР от 10 апреля 1945 года был награждён орденом Славы I степени.

## Послевоенные годы
В 1945 году был демобилизован, несколько лет проживал в Лиепая (Латвия), где работал техником-нормировщиком на кожевенном заводе. Затем вернулся в родное село, в 1953 году закончил годичную сельскохозяйственную школу в Павловске Воронежской области.Долгие годы был председателем сельского совета села Юдино.
Василий Тихонович скончался 13 февраля 1973 года и был похоронен в селе Юдино Воронежской области.

## Память
В селе Юдино именем В. Т. Стрыгина названа улица.
В 2007 году установлена на здании школы мемориальная доска с именем В. Т. Стрыгина.

## Награды
За боевые подвиги был награждён:
- 29.03.1944 — орден Славы III степени;
- 23.09.1945 — орден Славы II степени;
- 10.04.1945 — орден Славы I степени.